# Xerarionta kellettii
Xerarionta kellettii är en snäckart som först beskrevs av Forbes 1850.  Xerarionta kellettii ingår i släktet Xerarionta och familjen Helminthoglyptidae. Inga underarter finns listade i Catalogue of Life.

## Bildgalleri

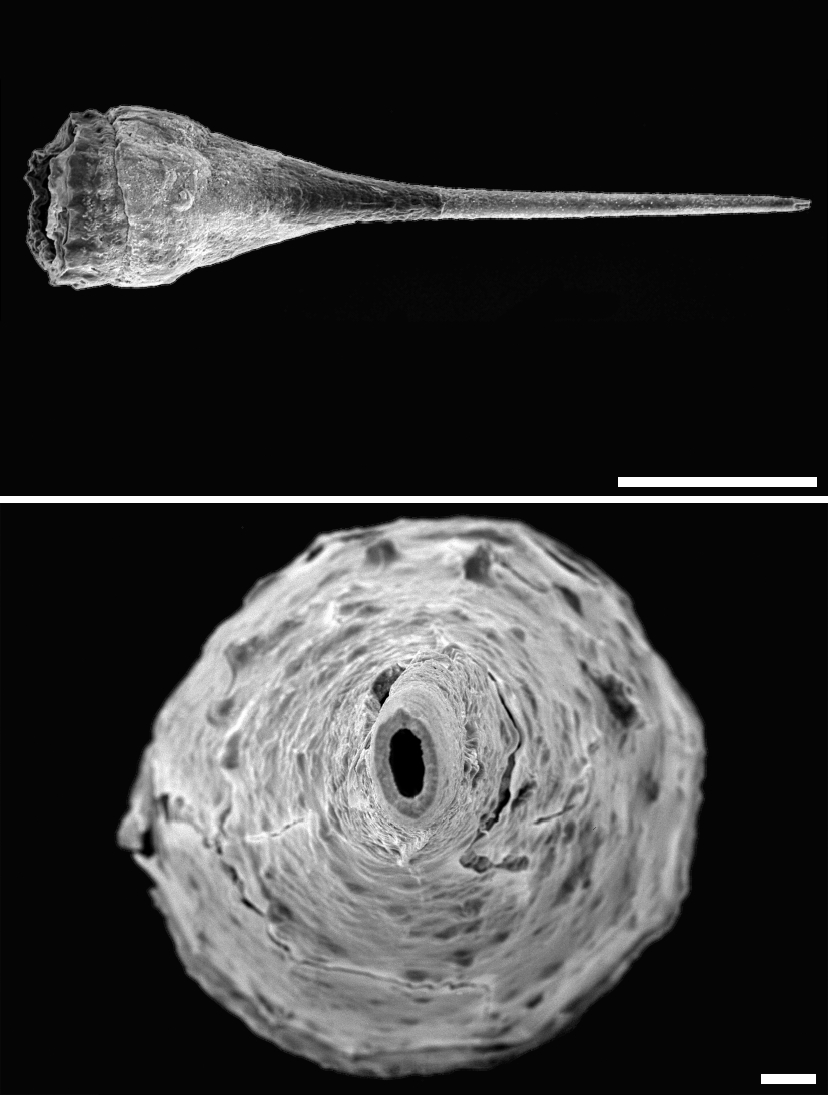